# Национално знаме на Азербайджан
Националното знаме на Азербайджан е държавен символ, състоящ се от три еднакви цветни полета – синьо, червено и зелено, подредени в този ред хоризонтално от горе надолу, и има правоъгълна форма с отношение ширина към дължина 1:2. В средата на червеното поле е изобразен бял полумесец и осемлъчева бяла звезда.

## Символика
Полумесецът и зеленият цвят в знамето символизират исляма – основната религия в страната, синият цвят е символ на тюрките, осемлъчевата звезда символизира осемте клона на тюркските народи, а червеният цвят е символ на прогреса.

## История
Официално знамето е прието на 5 февруари 1991 г., след като страната придобива независимост и се отделя от СССР. Подобно знаме е използвано и между 1918 и 1920 г., в периода на кратка независимост на страната от Руската империя. По времето, когато Азербайджан е бил част от СССР, знамето на Азербайджанската ССР е представлявало сърп и чук на червен фон със синя ивица отдолу.

## Дизайн
Националното знаме на Азербайджан се състои от три еднакви цветни полета – синьо, червено и зелено, подредени в този ред хоризонтално от горе надолу, и има правоъгълна форма с отношение ширина към дължина 1:2. В средата на червеното поле е изобразен бял полумесец и осемлъчева бяла звезда. Описанието е записано в Конституцията на страната приета на 12 ноември 1995 г.

Чл. 23.II Държавното знаме на Азербайджан се състои от три хоризонтални цветни ивици с еднаква ширина. Горната ивица е синя, средната червена и долната зелена, в средата е изобразен бял полумесец и осемлъчева бяла звезда от двете страни на знамето. Ширината на знамето е половината от дължината му

Цветовете на знамето на Азербайджан са определени с президентски декрет от 2004 г. и обновен през 2013 г., когато цветовете са дефинирани чрез цветовата схема Pantone
| Цвят | Официален цветови модел | RGB цветови модел | HEX цветови модел |
| ---- | ----------------------- | ----------------- | ----------------- |
|      | Pantone 306 C           | (0, 181, 226)     | #00b5e2           |
|      | Pantone Red 032 C       | (239, 51, 64)     | #ef3340           |
|      | Pantone 362 C           | (80, 158, 47)     | #509e2f           |
|      |                         | (0, 0, 0)         | #                 |
|      |                         | (0, 0, 0)         | #                 |
|      |                         | (0, 0, 0)         | #                 |

## Знаме през годините
- Демократична република Азербайджан (1918)
- Демократична република Азербайджан (1918 – 1920)
- Транскавказка СФСР (1922 – 1936)
- Азербайджанска ССР (1937 – 1940)
- Азербайджанска ССР (1940 – 1952)
- Азербайджанска (1952 – 1991)
- Азербайджан (1991 – 2013)